# Serie A de 1941–42
O Campeonato Italiano de Futebol de 1941–42, denominada oficialmente de Serie A 1941-1942, foi a 42.ª edição da principal divisão do futebol italiano e a 13.ª edição da Serie A. O campeão foi a Roma que conquistou seu 1.º título na história do Campeonato Italiano. O artilheiro foi Aldo Boffi, do Milano (22 gols).

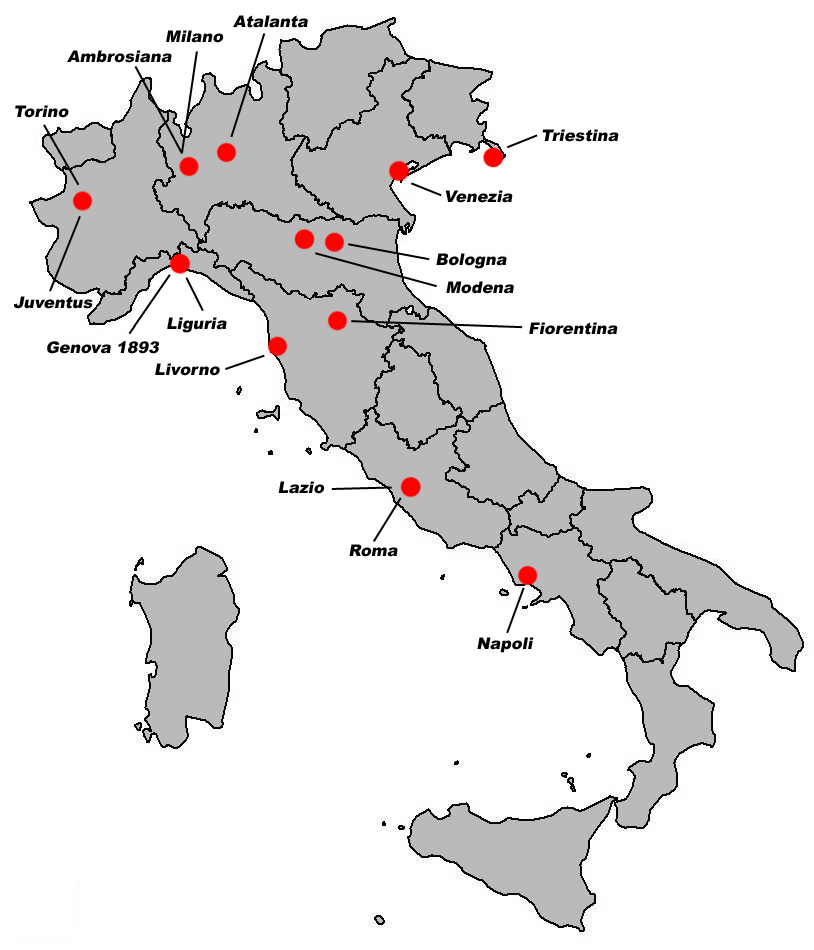
Distribuição das equipes da Serie A 1941–42

## Classificação
| Pos. | Equipes          | Pts | J  | V  | E  | D  | GP | GC | SG  | Classificação ou Rebaixamento             |
| ---- | ---------------- | --- | -- | -- | -- | -- | -- | -- | --- | ----------------------------------------- |
| 1    | Roma             | 42  | 30 | 16 | 10 | 4  | 55 | 21 | 34  | Campeã                                    |
| 2    | Torino           | 39  | 30 | 16 | 7  | 7  | 60 | 39 | 21  |                                           |
| 3    | Venezia          | 38  | 30 | 15 | 8  | 7  | 40 | 25 | 15  |                                           |
| 4    | Genova 1893      | 37  | 30 | 13 | 11 | 6  | 53 | 35 | 18  |                                           |
| 5    | Lazio            | 37  | 30 | 14 | 9  | 7  | 55 | 37 | 18  |                                           |
| 6    | Juventus         | 32  | 30 | 12 | 8  | 10 | 47 | 41 | 6   |                                           |
| 7    | Bologna          | 29  | 30 | 12 | 5  | 13 | 50 | 37 | 13  |                                           |
| 8    | Triestina        | 29  | 30 | 8  | 13 | 9  | 29 | 32 | –3  |                                           |
| 9    | Fiorentina       | 27  | 30 | 11 | 5  | 14 | 51 | 50 | 1   |                                           |
| 10   | Milano           | 27  | 30 | 10 | 7  | 13 | 53 | 53 | 0   |                                           |
| 11   | Liguria          | 27  | 30 | 10 | 7  | 13 | 39 | 56 | –17 |                                           |
| 12   | Ambrosiana-Inter | 26  | 30 | 7  | 12 | 11 | 31 | 47 | –16 |                                           |
| 13   | Atalanta         | 24  | 30 | 8  | 8  | 14 | 34 | 47 | –13 |                                           |
| 14   | Livorno          | 24  | 30 | 9  | 6  | 15 | 35 | 57 | –22 |                                           |
| 15   | Napoli           | 23  | 30 | 8  | 7  | 15 | 32 | 51 | –19 | Zona de rebaixamento à Serie B de 1942–43 |
| 16   | Modena           | 19  | 30 | 6  | 7  | 17 | 23 | 59 | –36 | Zona de rebaixamento à Serie B de 1942–43 |

## Premiação
| Serie A de 1941–42       |
| Lácio                    |
| ------------------------ |
| ROMA Campeã (1.º título) |

## Artilheiros
| Pos. | Jogador           | Equipe      | Gols |
| ---- | ----------------- | ----------- | ---- |
| 1    | Aldo Boffi        | Milano      | 22   |
| 2    | Amedeo Amadei     | Roma        | 18   |
| 2    | Renato Gei        | Fiorentina  | 18   |
| 2    | Silvio Piola      | Lazio       | 18   |
| 5    | Bruno Ispiro      | Genova 1893 | 17   |
| 6    | Guglielmo Gabetto | Juventus    | 16   |
| 7    | Riza Lushta       | Juventus    | 15   |
| 8    | Silvestro Pisa    | Lazio       | 14   |
| 8    | Ettore Puricelli  | Bologna     | 14   |
| 8    | Romeo Menti       | Torino      | 14   |
| 11   | Francesco Pernigo | Venezia     | 12   |